# Бернардо Рогора
Бернардо Рогора (італ. Bernardo Rogora, нар. 8 листопада 1938, Сольб'яте-Олона) — італійський футболіст, що грав на позиції захисника, зокрема за «Фіорентину».
Володар Кубка Італії. Чемпіон Італії. Володар Кубка Мітропи. 

## Ігрова кар'єра
Народився 8 листопада 1938 року в місті Сольб'яте-Олона. Вихованець футбольної школи клубу «Про Патрія». Дорослу футбольну кар'єру розпочав 1959 року в основній команді того ж клубу, в якій провів один сезон, взявши участь в одному матчі чемпіонату. 
Згодом з 1960 по 1965 рік грав у складі команд «Галларатезе» та «Падова».
Своєю грою за останню команду привернув увагу представників тренерського штабу клубу «Фіорентина», до складу якого приєднався 1965 року. Відіграв за «фіалок» наступні п'ять сезонів своєї ігрової кар'єри. 1966 року ставав володарем Кубка Італії, а в сезоні 1968/69 став у складі «фіалок» чемпіоном Італії.
Протягом 1970—1973 років захищав кольори «Брешії», а завершував ігрову кар'єру в «Салернітані», за яку виступав  до 1975 року.

## Титули і досягнення
- Володар Кубка Італії (1):

«Фіорентина»: 1965-1966
- Чемпіон Італії (1):

«Фіорентина»: 1968-1969
- Володар Кубка Мітропи (1):

«Фіорентина»: 1966